# Griffone belga
Piccolo cane da compagnia, intelligente, fiero e robusto, il griffone belga appartiene al gruppo dei "tre belgi di piccola taglia", assieme al griffone di Bruxelles e al piccolo brabantino.
Meno diffuso del griffone di Bruxelles, il griffone belga è praticamente assente in Italia.

## Origini
Le tre razze belghe appartengono de facto allo stesso standard, sennonché vengono classificati distintamente dalla FCI per differenze relative al pelo ed al colore del mantello.
Tutte e tre le razze derivano dagli antichi griffoni da scuderia, utilizzati in Francia, Paesi Bassi e Germania per fare da guardia le carrozze e tenere lontano i roditori. 
Piccoli di taglia e poco gravosi da mantenere, negli anni divennero ottimi cani da compagnia, abili nel cacciare i topi e nel custodire la casa.
Diventarono molto popolari anche grazie all'interesse dimostrato loro dalla regina Maria Enrichetta del Belgio.

## Caratteristiche fisiche
Il griffone belga è identico al griffone di Bruxelles, dal quale si distingue solamente per il colore del mantello, che può essere nero, nero focato oppure nero e rossiccio mescolati.

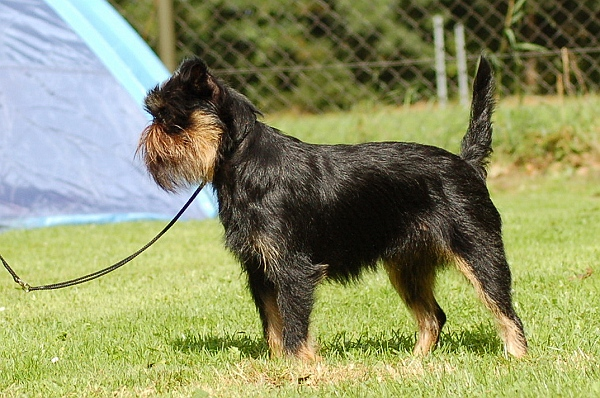
Esemplare con mantello nero focato.

## Temperamento
È un cane vivace, coraggioso, curioso, vigile, intelligente e molto affettuoso. Ideale come cane da compagnia e per la vita in appartamento, è altresì un buon guardiano.